# Дървовиден божур
Дървовидни божури (Paeonia × severuticosa) е наименование, използвано за група култивирани сортове дървесни божури, които са резултат от хибридизация с видове, изключително принадлежащи към подраздела Vaginatae. Общото име, използвано в Китай, е mǔdān (на китайски: 牡丹). Растенията, принадлежащи към тази група, се култивират от хилядолетия в Китай, първоначално само като източник на традиционната китайска медицина, особено кожата на корените (牡丹皮; mǔdān pí). Още в началото растението също се култивира заради декоративната си стойност и то е много почитано в китайската култура.

## Етимология
Името Paeonia severuticosa произлиза от два различни източника. Името на рода Paeonia произлиза от името Paeon. В гръцката митология Paeon е бил ученик на бога на медицината Асклепий. Името на вида „suffruticosa“ е съставено от две части. Първата част „suf-“ е само представка, а втората част „fruticosa“ означава храстовидна форма.

## Сравнение с други божури
Paeonia affruticosa, известна още като дървесен божур, произхожда от Китай. Понякога хората наричат тези дървесни божури „китайски дървесни божури“.
Дървесният божур принадлежи към семейството на божурите. Най-отличителната черта е, че Paeonia severuticosa е храст или дърво, докато повечето божури са тревисти. Въпреки класификацията им като дървета, цветята са тези, които привличат вниманието на хората. Божурите обикновено растат бавно и имат цветове, които траят само за кратко и са крехки при метеорологични условия като вятър, дъжд или горещи температури. За сравнение Paeonia patiruticosa, като дърво, оцелява по-дълго от останалите божури. Дървесните стъбла на дървесните божури позволяват на растението да оцелее през зимата. Като цяло растението е дълголетно, а цветовете цъфтят по-дълго в ранната пролет.

## Значение в китайската култура
Дървовидния божур винаги е имал важен статус както в китайската политика, така и в културата. По време на династията Цин (1644 -1911), правителството през 1903 г. определя Paeonia sufrutikosa за национално цвете на Китай. Въпреки това, с политическите смени и други фактори, ползването му като национално цвете по-късно е заменено. През 1929 г. сливовото дърво получава титлата национално цвете от правителството по това време.
Въпреки загубата на статута си на национално цвете, Paeonia sucruticosa поддържа културното си значение. В Китай то обикновено е известно като „царят на цветята“, символизиращо честта, богатството и аристокрацията, както и любовта, обичта и женската красота. Дървесният божур често е изобразяван в значими китайски произведения на литературата и изкуството.

## Химичен състав
Дървовидния божур съдържа паеонол, галоил-паеонифлорин, галоил-оксипаеонифлорин, суфрутикозид A, B, C, D и E.